# إقليم مانيارا
إقليم مانيارا (بالسواحلية: Mkoa wa Manyara)‏ هو واحد من 31 إقليم إداري في تنزانيا. العاصمة الإقليمية هي مدينة باباتي. وفقًا للتعداد الوطني لعام 2012، كان عدد سكان الإقليم1،425،131 نسمة، وهو أقل من توقعات ما قبل التعداد البالغة 1،497،555 نسمة.:2 في الفترة 2002 - 2012، كان متوسط معدل النمو السكاني السنوي في الإقليم البالغ 3.2 في المائة مقيدًا بثالث أعلى معدل في البلاد.:4 كان الإقليم أيضًا يحتل المرتبة 22 لأكثر كثافة سكانية مع 32 شخصًا لكل كيلومتر مربع. :6
تقع بحيرة مانيارا في الجزء الشمالي من المنطقة. يحدها من الشمال إقليم أروشا، ومن الشمال الشرقي إقليم كليمنجارو، ومن الشرق إقليم تانغا، ومن الجنوب إقليم دودوما، ومن الجنوب الشرقي إقليم موروغورو، ومن الجنوب الغربي إقليم سينغيدا، وإلى الشمال الغربي من إقليم سيميو [الإنجليزية]. أعلى جبل في إقليم مانيارا هو جبل هانانج [الإنجليزية].

## التركيبة السكانية

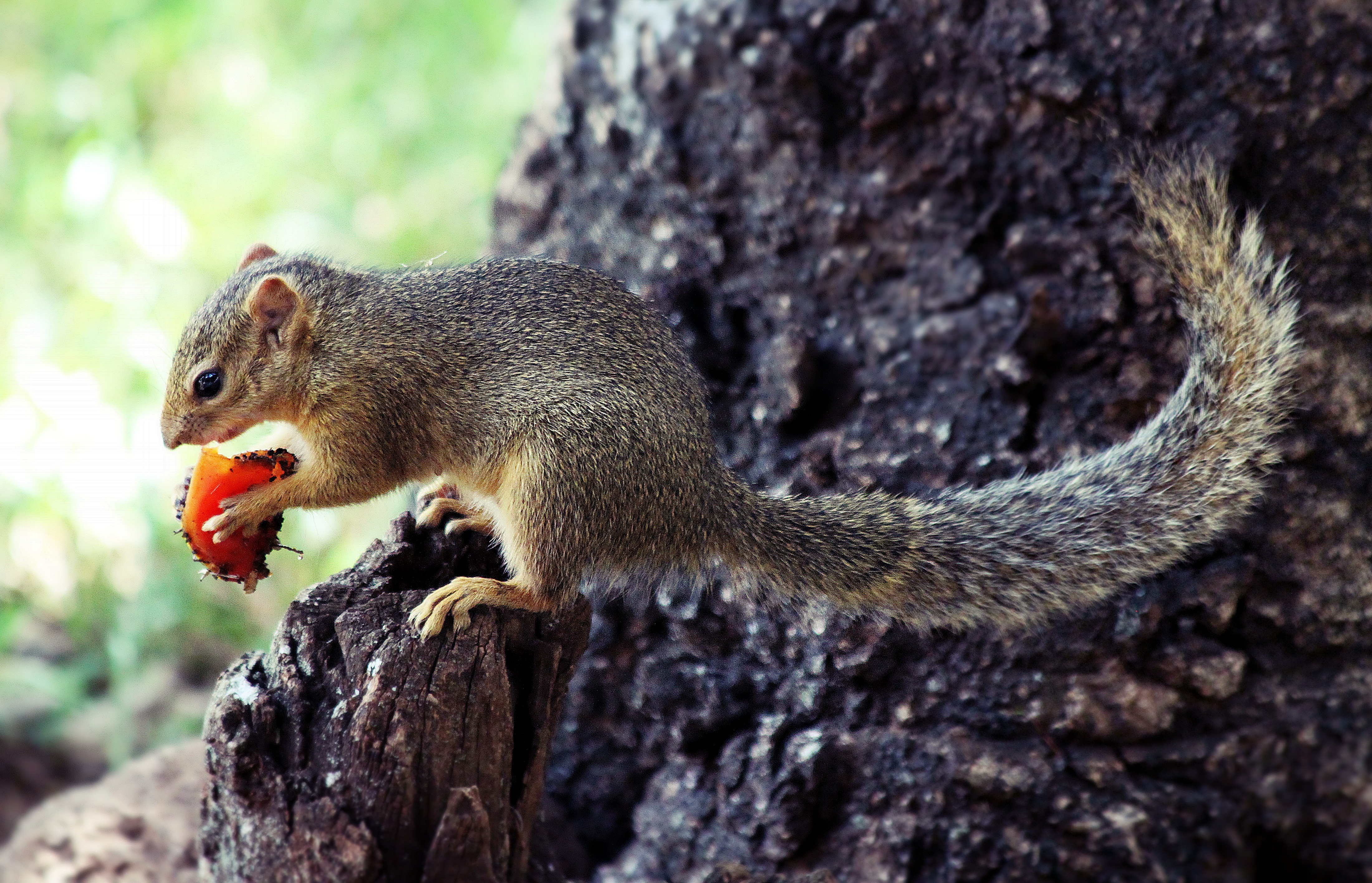
سنجاب يأكل فاكهة في حديقة مانيارا الوطنية بتنزانيا.

يسكن إقليم مانيارا مجموعات ومجتمعات عرقية لغوية مختلفة. وتشمل الأخيرة الأسا [الإنجليزية] ، الغورووا [الإنجليزية] ، الكوادزا [الإنجليزية] ، المبوغوي [الإنجليزية] ، الداتوغا [الإنجليزية] ، الماساي الوبارابيغ [الإنجليزية] والإيراكويون، وهي أكبر مجموعة عرقية في المنطقة.

## إدارة
المفوض الإقليمي لإقليم مانيارا هو ماكونغورو نيريري ‏.

## اقتصاد
سكان إقليم مانيارا هم في الغالب من المزارعين. يعتمد اقتصاد الإقليم على تعدين الأحجار الكريمة التنزانية على تلال Mererani في الشمال على الحدود مع إقليم أروشا. مصادر الدخل الأخرى من السياحة إلى متنزه تارانغير الوطني [الإنجليزية]، الذي تقع بالكامل في المنطقة، ومتنزه بحيرة مانيارا الوطني [الإنجليزية].

## النقل

### الطرق
يمر أحد الطرق المعبدة عبر الجزء الغربي من إقليم مانيارا. يتصل الطريق الرئيسي الممهد تي14 من سينغيدا بالطريق الرئيسي تي 5 في بلدة باباتي. يمر الطريق الرئيسي تي 5 من دودوما إلى أروشا عبر الإقليم ؛ وهو مُعبد من أروشا حتى دودوما.

## التقسيمات الإدارية

### الولايات
ينقسم إقليم مانيارا إلى ست ولايات، يدير كل منها مجلس:
|                              | ولاية باباتي [الإنجليزية] | 312392 |
| بلدة باباتي [الإنجليزية]     | 93108                     |        |
| ولاية هانانج [الإنجليزية]    | 275990                    |        |
| ولاية كيتو [الإنجليزية]      | 244669                    |        |
| ولاية مبولو [الإنجليزية]     | 320279                    |        |
| ولاية سيمانجيرو [الإنجليزية] | 178،693                   |        |
| المجموع                      | 1،425،131                 |        |

## روابط خارجية
- Official website
- "Manyara Region Road Network" (PDF). يوليو 2008. مؤرشف من الأصل (PDF) في 2012-09-01. اطلع عليه بتاريخ 2012-09-01.